# Gustaf Adolf Westring
Gustaf Adolf Westring, född 2 september 1900 i Stockholm, död 15 mars 1963 i Danderyd, var en svensk officer i Flottan och senare Flygvapnet. Han omkom i en civil flygolycka mellan Lima i Peru och La Paz i Bolivia.

## Biografi
Westring avlade sjöofficersexamen 1921 och blev fänrik i Flottan 1922. Han genomgick flygutbildning 1924. Westring befordrades till löjtnant sistnämnda år, till löjtnant i Flygvapnet 1929, till kapten 1936, till major 1939, till överstelöjtnant 1942, till överste 1943, till generalmajor 1950 och till generallöjtnant 1961. Under 1936 tjänstgjorde han i det Engelska flygvapnet. Han var flottiljchef vid Västmanlands flygflottilj (F 1) 1942-1945 och chef för Flygkrigshögskolan (FKHS) 1945-1947. Åren 1947-1957 var han chef för Flygstaben. Åren 1957-1960 var han chef för Försvarshögskolan. 1960-1961 var han chef för den svenska kontingenten vid Neutrala nationernas övervakningskommission (NNSC). Westring övergick till reserven 1961.
Gustaf Adolf Westring var son till hovrättspresident Hjalmar Westring och grevinnan Adélaide Stackelberg samt bror till diplomaten Claes Westring. 

## Utmärkelser
- Riddare av Svärdsorden, 1942.[1]
- Kommendör av andra klass av Svärdsorden, 5 juni 1948.[2]
- Kommendör av första klass av Svärdsorden, 6 juni 1951.[3]